# ديفيد ولز روث
ديفيد ولز روث (بالإنجليزية: David Wells Roth)‏ هو رسام أمريكي، ولد في 15 مايو 1957.